# Z Vulpeculae
Z Vulpeculae är en kortperiodisk förmörkelsevariabel av Algol-typ (EA/SD) i stjärnbilden Räven. 
Stjärnan varierar mellan visuell magnitud +7,25 och 8,90 med en period av 2,45493203 dygn.